# 伊勢英子
伊勢 英子（いせ ひでこ、1949年5月13日 - ）は、日本の絵本作家。夫はノンフィクション作家の柳田邦男。しばしば「いせひでこ」名義でも活躍している。

## 来歴・人物
北海道旭川市出身（出生地は札幌市）。実父は日展画家。13歳で上京し、佐藤良雄からチェロの指導を受ける。
1972年東京芸術大学美術学部デザイン科卒業。フランスにて1年間イラストレーションの手法を学ぶ。38歳のとき眼疾患で右目の視力を失う。
1999年刊行の『はじまりの記憶』巻頭の柳田邦男との対談を見ると、これの連載開始時にはまだ結婚していなかった。

## 受賞歴
- 1985年 竹下文子作の「むぎわらぼうし」で絵本にっぽん賞。末吉暁子作の「だっくんあそぼうよ」シリーズで産経児童出版文化賞。
- 1988年 「マキちゃんのえにっき」で野間児童文芸新人賞。
- 1993年 松谷みよ子作の「モモちゃんとアカネちゃんの本」シリーズ6冊目「アカネちゃんとなみだの海」で赤い鳥さし絵賞。
- 1994年 「グレイがまってるから」で産経児童出版文化賞
- 1996年 「水仙月の四日」で産経児童出版文化賞美術賞。
- 2007年 「ルリユールおじさん」で講談社出版文化賞絵本賞。

## 著作リスト
- 『あかちゃんなんかすててきて』作・絵 ポプラ社 1983 絵本・子どもの世界
- 『おねえちゃんていいな』作・絵 ポプラ社 1983 絵本・子どもの世界
- 『カザルスへの旅』理論社 1987　のち中公文庫
- 『マキちゃんのえにっき』いせひでこ作・絵 講談社 1988　のち中公文庫
  - 『新編マキちゃんのえにっき』いせひでこ 平凡社 2011
- 『いせひでこのあかちゃん絵本 1なにしてる?』理論社 1990
- 『いせひでこのあかちゃん絵本 2あらあらあら』理論社 1990
- 『いせひでこのあかちゃん絵本 3おともだち』理論社 1991
- 『おばあちゃんだいすき 1ふたりでるすばんできるかな?』偕成社 1990
- 『おばあちゃんだいすき 2みんなでりょこうにいきました』いせひでこ 偕成社 1992
- 『グレイがまってるから』いせひでこ 理論社 1993　のち中公文庫
- 『ぶう』いせひでこ 理論社 1994　のち中公文庫
- 『気分はおすわりの日』いせひでこ 理論社 1996　のち中公文庫
- 『空のひきだし』いせひでこ 理論社 1997
- 『雲のてんらん会』いせひでこ作・絵 講談社 1998
- 『グレイのしっぽ』いせひでこ 理論社 1999　のち中公文庫
- 『1000の風1000のチェロ』いせひでこ 偕成社 2000
- 『絵描き』いせひでこ 理論社 2004　のち平凡社
- 『ふたりのゴッホ ゴッホと賢治37年の心の軌跡』新潮社 2005
- 『ルリユールおじさん』いせひでこ 理論社 2006　のち講談社
- 『旅する絵描き パリからの手紙』平凡社 2007
- 『にいさん』いせひでこ 偕成社 2008
- 『大きな木のような人』いせひでこ ジョルジュ・メテリエ監修 講談社 2009
- 『七つめの絵の具』いせひでこ 平凡社 2010
- 『まつり』いせひでこ 講談社 2010
- 『木のあかちゃんズ』いせひでこ 平凡社 2011
- 『チェロの木』いせひでこ 偕成社 2013

### 共著
- 『「死の医学」への日記 画集』伊勢絵 柳田邦男 新潮社 1996
- 『見えないものを見る 絵描きの眼・作家の眼』柳田邦男共著 理論社 1997
- 『はじまりの記憶』柳田邦男共著 講談社 1999　のち文庫

### 挿絵作品
- むぎわらぼうし（作・竹下文子、講談社）
- ひょうのぼんやり おやすみをとる（作・かどのえいこ、講談社）
- モモちゃんとアカネちゃんの本シリーズ（作・松谷みよ子、講談社）先代の画家が夭折したため、後半の2冊を担当。
  - アカネちゃんとお客さんのパパ
  - アカネちゃんとなみだの海
- アーモンド入りチョコレートのワルツ（作・森絵都、講談社）
- はくちょう（作・内田麟太郎、講談社）
- はじまりの記憶（作・柳田邦男、講談社）
- 雲のピアノ（作・あまんきみこ、講談社）
- 花の館に（作・三輪裕子、講談社）
- グラタンおばあさんとまほうのアヒル（作・安房直子、小峰書店）
- 山のいのち（作・立松和平、ポプラ社）
- 海のいのち（作・立松和平、ポプラ社）
- 12歳、ぼくの夏（作・江崎雪子、ポプラ社）
- 小さいおかあさん（作・宮川ひろ、ポプラ社）
- おとうさんのおんぶ（作・宮川ひろ、偕成社）
- ボーイフレンドは転校生（作・菅生浩、ポプラ社）
- 一つの花（作・今西祐行、ポプラ社文庫）ISBN 978-4591009949
- にじ（作・さくらいじゅんじ、福音館書店）
- 秋桜（作・さだまさし、サンマーク出版）
- けんちゃんのもみの木（作・美谷島邦子、BL出版）

### 宮沢賢治・作
- よだかの星（講談社）
- ざしき童子のはなし（講談社）
- 風の又三郎（くもん出版）
- 水仙月の四日（偕成社）

### 翻訳
- ミレイユ・ダランセ『ちびけちゃんにもやらせて!』朔北社 1999
- アンヌ・ロラデュー文 ミレイユ・ダランセ絵『いつまでねてるレオンちゃん』朔北社 2000
- ラファエル・ティエリー『さとりいぬのこりない一日』いせひでこ訳 中央公論新社 2003

「おつきさま、こうずい、さかさま、とおりすがり、ひとりぼっち、まぼろし」の六冊
- ジル・バシュレ文・絵　いせひでこ訳、平凡社

『世界一ばかなわたしのネコ』2008
『わたしのネコが小さかったころ』2009
『世界一ばかなネコの初恋』2011
『不思議の国のシロウサギかあさん』2014
- 『テオ もうひとりのゴッホ』伊勢京子共訳 平凡社 2007

マリー＝アンジェリーク・オザンヌ／フレデリック・ド・ジョード